# Pomaire
Pomaire är en ort i Chile.   Den ligger i provinsen Provincia de Melipilla och regionen Región Metropolitana de Santiago, i den södra delen av landet, 50 km väster om huvudstaden Santiago de Chile. Pomaire ligger 205 meter över havet och antalet invånare är 10 000.
Terrängen runt Pomaire är huvudsakligen kuperad, men västerut är den platt. Terrängen runt Pomaire sluttar västerut. Närmaste större samhälle är Melipilla, 7,4 km sydväst om Pomaire. 
Trakten runt Pomaire består till största delen av jordbruksmark. Runt Pomaire är det ganska tätbefolkat, med 80 invånare per kvadratkilometer.